# フルチカゾン

フルチカゾンの三次元動画映像。

フルチカゾン (fluticasone) は、コルチコステロイド剤の一種である。主に気管支喘息やアレルギー性鼻炎などの治療に用いられる。

## 気管支喘息および慢性閉塞性肺疾患

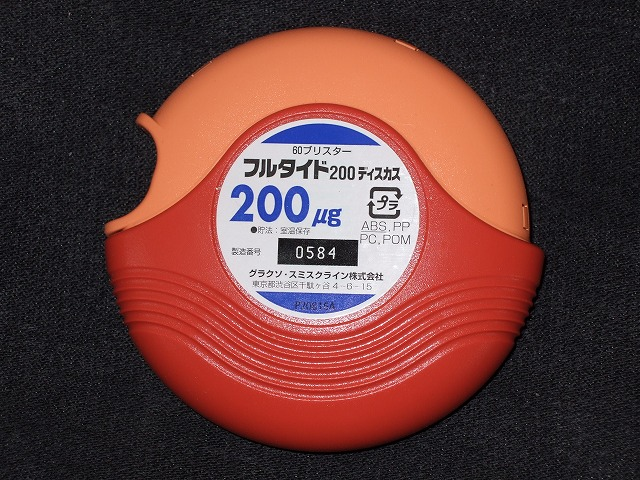
フルタイド200ディスカス 1ブリスター中にプロピオン酸フルチカゾン200μg を含有するドライパウダー製剤（DPI）

日本ではグラクソ・スミスクラインが、喘息に対しプロピオン酸フルチカゾン（略称 FP）を成分とする吸入剤をフルタイドという商品名で、また、喘息とCOPDに対しFPと長時間作用型気管支拡張剤サルメテロールキシナホ酸塩との配合剤をアドエアの商品名で販売している。その後、グラクソ・スミスクラインはフランカルボン酸フルチカゾン（略称 FF）と長時間作用型気管支拡張剤ビランテロールとの配合剤をレルベアの商品名で、またFFを成分とする吸入剤をアニュイティの商品名で、さらにFF、ビランテロールおよび抗コリン薬の一つウメクリジニウムとの3成分配合剤をテリルジーの商品名で発売している。フランカルボン酸エステルは、上記のプロピオン酸エステルよりも効果が長く持続し、1日1回1吸入で効果が得られるのが特徴とされる。
また杏林製薬からも、プロピオン酸フルチカゾンとホルモテロールの合剤であるエアロゾル吸入薬フルティフォームが発売されている。こちらはpMDI製剤であるのが特徴だが、吸入は原則として1日2回に分けて必要である。

### 概要
日本アレルギー学会による、喘息予防・管理ガイドライン (2006) では、日常管理薬としてステップ2（軽症持続型喘息）以上で、第一選択薬として推奨されている。気管支喘息は気道に炎症が起きていることにより、過敏性が増して発作を起こしやすくなり、また炎症が続くとリモデリングの原因となる。例えば、傷口は少しの刺激にも敏感になり、また何度もかさぶたが剥がれ、再びかさぶたができる、という状態を繰り返すとその部分が肥厚するのと同じである。このように炎症を抑え、リモデリングを防止するのが吸入ステロイドである。

### 効能・効果
喘息コントローラーとして用いられるが、単剤としては、喘息急性増悪時には用いられない。また、配合剤のうち、アドエア、レルベア100、テリルジー100は、慢性閉塞性肺疾患(COPD)の長期管理にも用いられる。

### 注意点
フルタイドは、長期にわたり安全に使用できる吸入ステロイド薬であるが、局所的な副作用（嗄声や口腔カンジダ）を予防するため、吸入後にはうがいをする必要がある。
また、高用量を長期間使用する必要がある場合には、副腎皮質機能を評価するべきである。（長期又は大量の全身性ステロイド療法を受けている患者では副腎皮質機能不全が考えられるので、全身性ステロイド剤の減量中並びに離脱後も副腎皮質機能検査を行い、外傷、手術、重症感染症等の侵襲には十分に注意を払うこと。また、必要があれば一時的に全身性ステロイド剤の増量を行うこと。また、フルチカゾンに限らずICSをCOPDに投与する際には、病態を形成する気道炎症のpheno-endotypeを正しく同定した上で、risk（肺炎の副作用等）とbenefitを充分に評価することが不可欠である。
）

## 鼻炎
フルチカゾン点鼻薬は鼻炎の三大症状である「くしゃみ・鼻水・鼻づまり」に対して優れた治癒効果がある。
アレルギー性鼻炎などに対し、プロピオン酸フルチカゾンを主成分とした点鼻薬を、日本ではグラクソ・スミスクラインがフルナーゼの商品名で、また数社がその後発品としてキリガミール、スカイロン、ファビ、フルチカノーズ、プロチカゾン、フロラーズ、ミリカレットなどの商品名で販売している。体内に薬液が吸収されると活性の低い物質に代謝される、全身への影響が少ないアンテドラッグステロイドである。
2019年11月1日、医療用成分「フルチカゾンプロピオン酸エステル」を同量配合の鼻噴霧用ステロイド薬「フルナーゼ点鼻薬＜季節性アレルギー専用＞」が、日本で初めてのスイッチOTC（要指導医薬品）として発売となった。
2009年には、グラクソ・スミスクラインが上記のレルベア同様にフランカルボン酸フルチカゾンを主成分とした点鼻薬をアラミストの商品名で発売開始した。こちらも、一日二回投与が必要なフルナーゼと異なり、一日一回で効果があるのが特徴。

### 効能・効果
アレルギー性鼻炎、血管運動性鼻炎